# Konnetabel

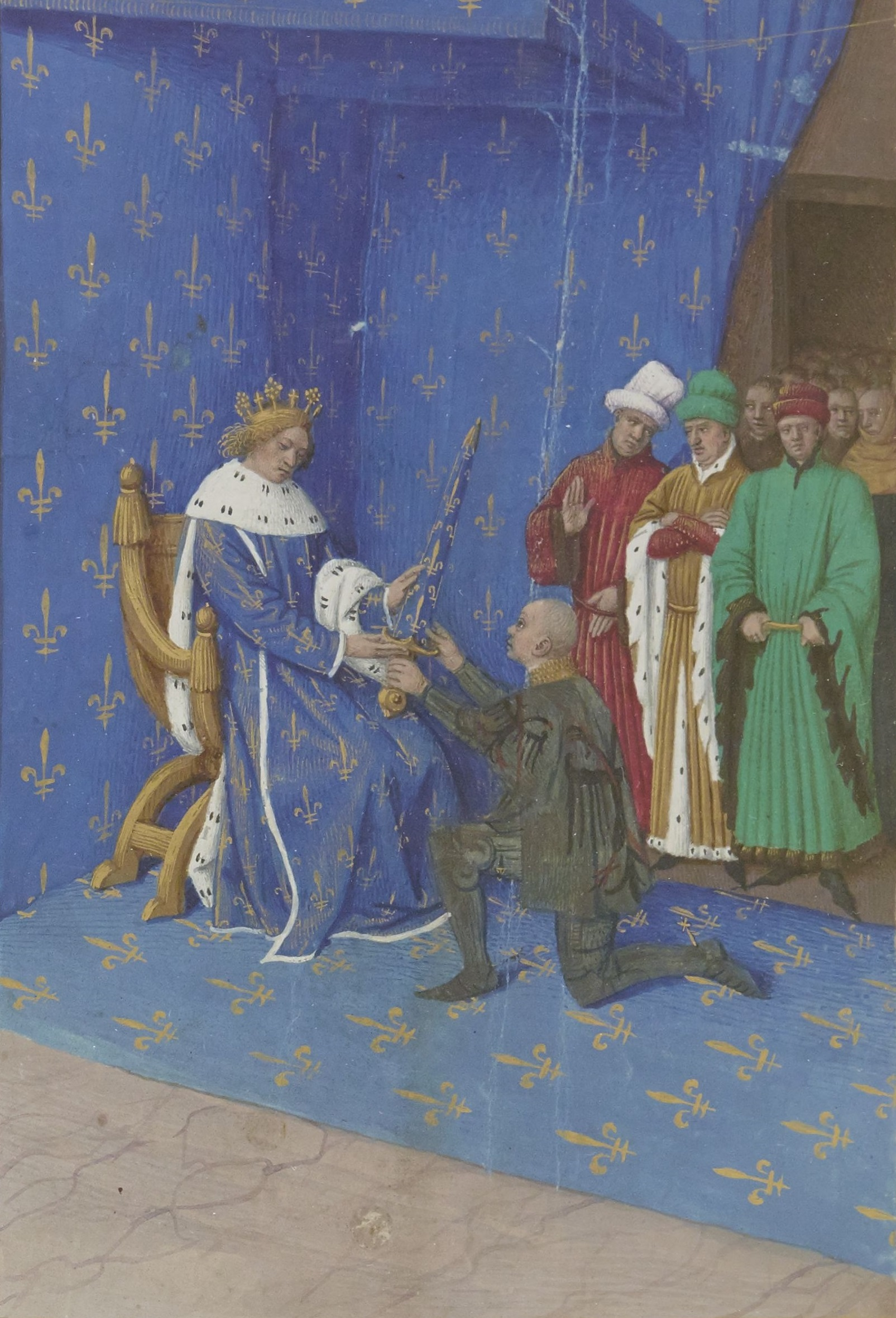
Karl V av Frankrike överräcker konnetabelsvärdet åt Bertrand du Guesclin. Målning av Jean Fouquet utförd cirka 1455–1460.

Konnetabel (franska connétable, av medeltidslatin comes stabuli eller constabularius, jämför konstapel) var en fransk titel på kungens eller en feodalherres främsta hovfunktionär (egentligen stallmästare). Titeln användes redan under merovingernas tid och härstammar från Romerska riket. På karolingernas tid hade konnetabeln ett högt betrott militärt ämbete med "marskalkar" under sig, och under capetingerna var han en av Frankrikes främste dignitärer. År 1191, när seneskalkämbetet avskaffades, blev han arméns högste befälhavare och fick sedermera sig tilldelad en mängd privilegier och prerogativ, så att han slutligen blev landets främste näst kungen. I krigstid var han arméns högste befälhavare med oinskränkt makt, även om kungen var närvarande, och i fredstid dennes främste rådgivare i krigsärenden samt skiljedomare i tvister inom hovet.
De mest berömda konnetablarna är Gaucher de Châtillon (1302–27), Bertrand du Guesclin (1370–80), Olivier IV de Clisson (1380–92), Charles de Bourbon (1515–38), Anne de Montmorency (1538–93), Henri Ier de Montmorency (1593–1621), Charles d'Albert de Luynes (1621–22) och François de Bonne de Lesdiguières (1622–26). Efter den sistnämndes död avskaffades ämbetet i januari 1627.
Napoleon I, som bourbonerna, när de en tid trodde på hans vilja att återupprätta kungadömet, erbjudit konnetabelsämbetet, gav 1804 sin bror Louis titeln av storkonnetabel (franska grand-connétable) och Louis Alexandre Berthier den av vicekonnetabel (franska vice-connétable). Vid bourbonska restaurationen upphävdes dessa värdigheter.